# Graziella Pareto
Graziella Pareto (Barcellona, 15 maggio 1889 – Roma, 1º settembre 1973) è stata un soprano spagnolo.

## Biografia
Figlia del soprano Àngela Homs i Bugueras, studiò a Milano con Vidal.
Nel 1906 debutta a Barcellona nel ruolo di Micaela nella Carmen di Bizet, mentre il suo debutto a Madrid avviene nel 1908 con la sua interpretazione di Amina nella Sonnambula di Vincenzo Bellini.
Dal debutto fino al 1927 cantò, tra gli altri, nei teatri di Napoli, Roma, Rio de Janeiro, Montevideo, Odessa, Torino, Genova, Parma, Montecarlo, Parigi e Chicago.
Particolarmente duratura fu la collaborazione col Teatro Colón di Buenos Aires.
Si sposò col compositore Gabriele Sibella, e successivamente con il dottor Nando Arena.

## Repertorio e Voce
Tra i ruoli affrontati nel corso della carriera figurano, oltre alle già ricordate Micaela ed Amina, Rosina nel Barbiere di Siviglia, Elvira nei Puritani, Norina nel Don Pasquale, Gilda in Rigoletto, Violetta nella Traviata, Lucia di Lammermoor, Zerlina nel Fra Diavolo, Adina nell'Elisir d'amore,Lady Harriet Durham nella Martha e Leila ne I pescatori di perle.
Scrisse a proposito della sua voce Giacomo Lauri-Volpi: "Tenue, chiara e, nondimeno, sferica voce, di limitata radiazione, ma carezzevole e penetrante; [...] il suo canto palesava un senso estetico raffinatissimo e il gusto del ritmo, unito alla saggezza della misura e del freno dell'arte."

## Discografia
- Vincenzo Bellini
  - La sonnambula - Sovra il sen
  - La sonnambula - Ah non credea mirarti
  - La sonnambula - Ah non giunge uman pensiero
  - La sonnambula - D'un pensiero, con Giovanni Manuritta, 1924
- Georges Bizet
  - Carmen - Io dico, no, non son paurosa, 1908
  - I pescatori di perle - Siccome un di, 1920
  - I pescatori di perle - Non hai compreso, con Ferdinando Ciniselli, 1924
- Léo Delibes
  - Lakmé - Dov'è l'indiana bruna
- Gaetano Donizetti
  - Lucia di Lammermoor - Quando rapito in estasi
  - Lucia di Lammermoor - Splendon le sacre faci... Spargi d'amaro pianto
  - Don Pasquale - Quel guardo il cavaliere, 1920
- Wolfgang Amadeus Mozart
  - Le nozze di Figaro - Deh! Vieni, non tardar
  - Don Giovanni - Là ci darem la mano, con Titta Ruffo, 1908
- Giuseppe Verdi
  - La traviata - Brindisi, con Lamberto Bergamini
  - Rigoletto - Caro nome
  - Rigoletto - Lassù in cielo, con Titta Ruffo, 1908
  - Rigoletto - Si! Vendetta, con Matteo Dragoni, 1918
  - Rigoletto - Caro nome, 1918
  - La traviata - Dite alla giovine, con Matteo Dragoni, 1918
  - Rigoletto - È il sol dell'anima, con Lamberto Bergamini, 1918
  - La traviata - Ah, fors'è lui, 1920
  - La traviata - Sempre libera, 1920
- Canzoni e Melodie
  - J. Strauss - Voci di primavera
  - Luigi Arditi - Il bacio
  - Gabriele Sibella - O bimba bimbetta
  - Ponce - Estrellita
  - Guetary - Mi niña
  - Gabirondo/Longás - Dolor de amar
  - Arús/Longás - Cançó de bressol
  - Vendrell/Longás - Pensant amb tu
  - L'hereu riera
  - El bon caçador
  - La pastoréta
  - El desembre congelat